# 132874 Latinovits
A 132874 Latinovits (2002 RV118) kisbolygó a kisbolygóövben kering. 2002. szeptember 9-én fedezte föl Sárneczky Krisztián a Szeged Asteroid Program keretében. A kisbolygó a nevét Latinovits Zoltán magyar színművészről kapta.
A kisbolygó a Hungaria kisbolygó dinamikus családjába tartozik. Ebben a magyarországi kisbolygó-kutató programban ez volt az első Hungaria típusú kisbolygó-fölfedezés.

## Külső hivatkozások
- A 132874 Latinovits kisbolygó a JPL Small-Body adatbázisában
- Új magyar nevek a kisbolygók körében: a 132874 Latinovits kisbolygó is szerepel közöttük